# Planejamento urbano em países socialistas
O planejamento urbano nos países do Bloco Soviético durante a Guerra Fria era ditado por motivos ideológicos, políticos, sociais e econômicos. Ao contrário do desenvolvimento urbano nos países ocidentais, o planejamento no estilo soviético frequentemente exigia a reformulação completa das cidades.
Esse pensamento refletiu-se no planejamento urbano de todos os países socialistas. A maioria dos sistemas socialistas praticava uma forma de desenvolvimento controlado centralmente e métodos simplificados de construção já delineados nas diretrizes soviéticas no final do período Stalinista. O planejamento socialista resultou na construção de quarteirões urbanos praticamente idênticos em muitas nações, mesmo com diferenças nas especificidades entre cada país.
As cidades do Leste Europeu são frequentemente associadas aos ideais do Modernismo e aos princípios da Carta de Atenas, influenciadas por arquitetos contemporâneos como Le Corbusier, cujo Plano Voisin para Paris sintetiza muitas dessas concepções urbanísticas. 
Os empreendimentos habitacionais geralmente apresentam torres em ambientes semelhantes a parques, padronizados e produzidos em massa com painéis estruturais em um curto espaço de tempo.

## Início do planejamento urbano nos países socialistas

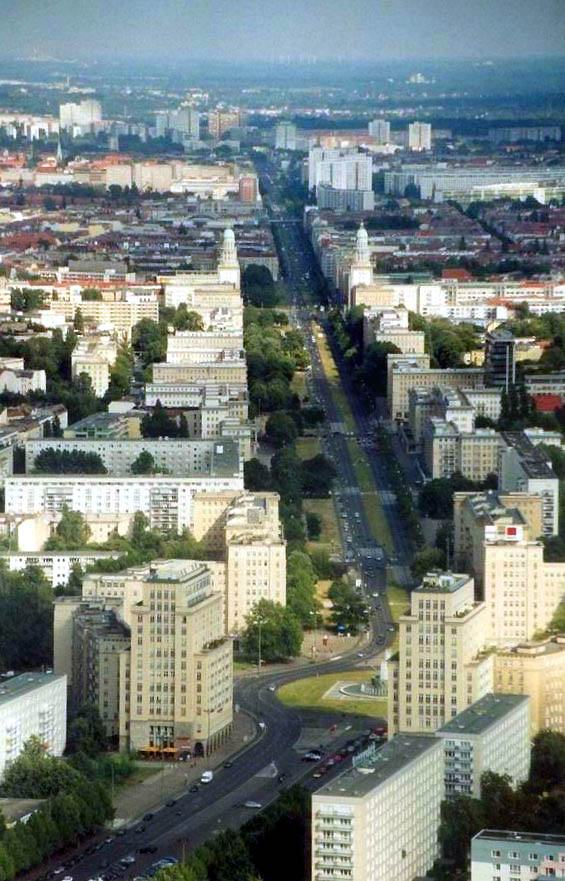
Karl-Marx-Allee em Berlim Oriental, construída entre 1952 e 1960

Países do Leste Europeu tiveram muitas das suas cidades e vilas destruídas durante a Segunda Guerra Mundial e suas economias estavam em péssimas condições. Havia a necessidade de reconstruir cidades severamente danificadas pela guerra. Por exemplo, Varsóvia, na Polônia, foi praticamente arrasada pela destruição planejada pelas forças alemãs após o Levante de Varsóvia em 1944. O centro de Dresden, na Alemanha, foi totalmente destruído pelo bombardeio aliado de 1945. Stalingrado, atual Volgogrado, foi em grande parte destruída e apenas um pequeno número de estruturas permaneceu de pé.
Após a nacionalização da indústria e da terra, os recursos financeiros dos países do Leste Europeu estavam sob total controle governamental. Todo o desenvolvimento e investimento tinham que ser financiados pelo Estado. Em consonância com seu compromisso com o socialismo, a principal prioridade era a construção civil.

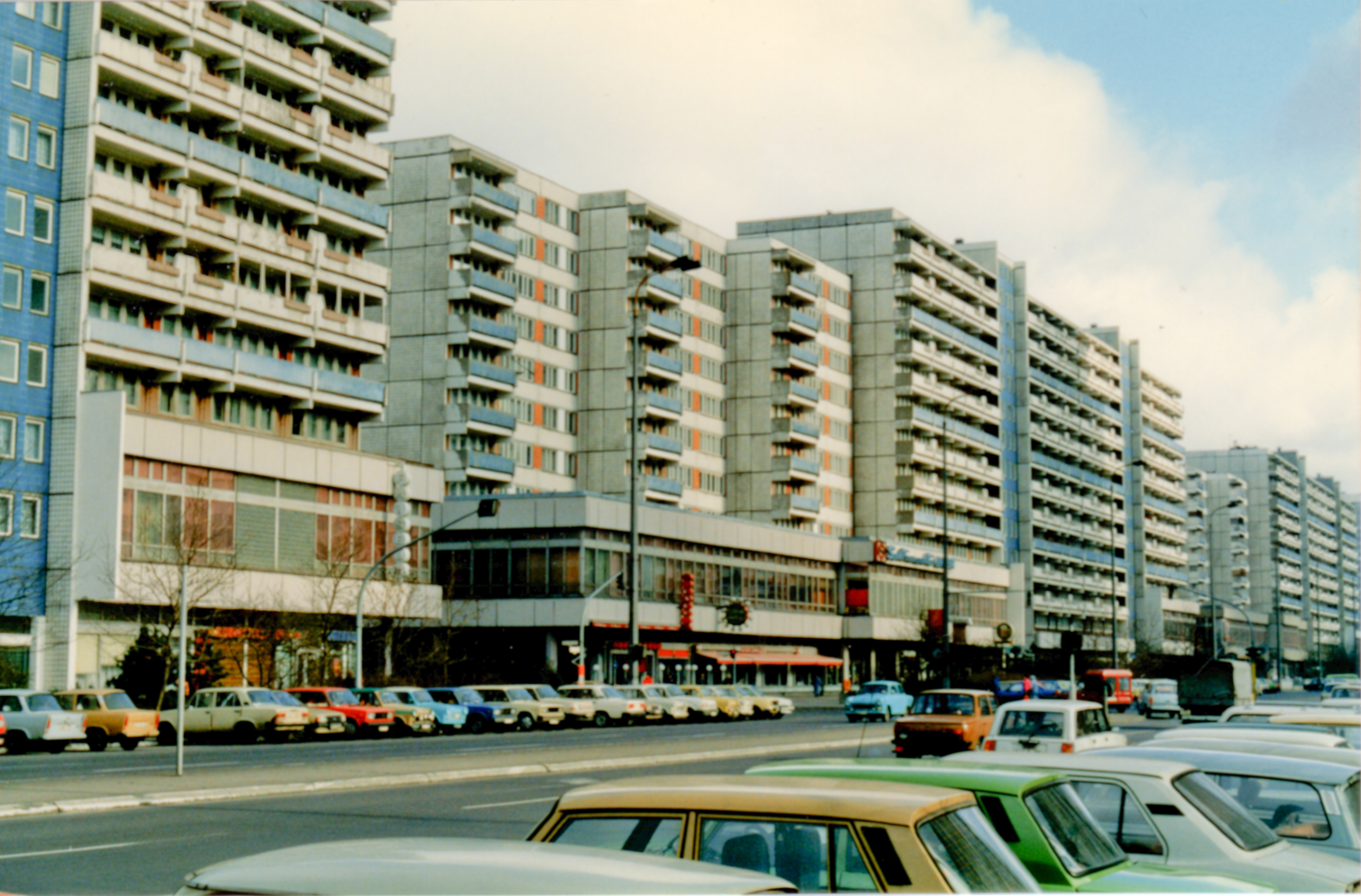
Berlim Oriental em 1989

Portanto, durante os primeiros dez a quinze anos, a maior parte dos recursos foi direcionada para o desenvolvimento da indústria e a reconstrução de cidades destruídas. Na maioria dos casos, essa reconstrução foi executada sem qualquer planejamento urbano, por diversas razões. Em primeiro lugar, a reconstrução teve que começar imediatamente, pois não havia tempo suficiente para desenvolver um plano detalhado. Em segundo lugar, não havia mão de obra e expertise suficientes para desenvolver planos urbanos em grande número.
Muitas vezes, cidades destruídas não foram reconstruídas como antes. Em vez disso, cidades inteiramente novas foram construídas seguindo os princípios do socialismo soviético. No entanto, as estruturas historicamente significativas em algumas grandes cidades foram reconstruídas. Especialistas trabalharam para que a restauração se assemelhasse ao original o máximo possível. Por exemplo, o centro histórico de Varsóvia, o Palácio Zwinger em Dresden e muitos edifícios históricos de Budapeste foram restaurados à suas condições do pré-guerra.
Uma exceção notável é o edifício do Teatro Nacional de Bucareste, Romênia, que foi danificado por um bombardeio em agosto de 1944. Embora parte do edifício ainda estivesse de pé, após tomar o poder total em 1947, as autoridades decidiram demolir os restos do edifício.
No final da década de 1940, a URSS desenvolveu um novo tipo de arranha-céu. Os primeiros edifícios desse tipo foram construídos em Moscou e ficaram conhecidos como as Sete Irmãs: o Edifício Principal da Universidade Estatal de Moscou, Edifício Residencial do Terrapleno Kotelnitcheskaya, Edifício da Praça Kudrinskaya, Hotel Leningrado, Radisson Royal Hotel, Edifício Sede do Ministério das Relações Exteriores e a Torre do Ministério da Indústria Pesada. 
Estes foram reproduzidos em alguns outros países, sendo os principais exemplos o Palácio da Cultura e Ciência em Varsóvia e a Casa da Imprensa Livre em Bucareste. A Stalin Allee (posteriormente chamada Karl-Marx-Allee) em Berlim Oriental também era ladeada por edifícios com o mesmo estilo stalinista, embora seu conceito fosse diferente dos arranha-céus de Moscou. Esses edifícios são principalmente exemplos de um novo estilo arquitetônico, mas não envolveram planejamento urbano em uma extensão significativa, e não há nenhuma ligação conceitual visível entre esses edifícios e sua vizinhança.
A construção desses edifícios exigiu a demolição das estruturas localizadas em seus locais. Dentre todas, destaca-se a demolição da Catedral de Cristo Salvador, erguida em Moscou como memorial da derrota de Napoleão. O local foi escolhido para a construção Palácio dos Sovietes, cuja construção não passou das fundações devido à guerra, daria lugar mais tarde à Piscina Moskva, que foi removida para a reconstrução da catedral em 1994. A demolição de edifícios históricos, especialmente igrejas, para dar lugar às novas estruturas comunistas era uma característica geral do urbanismo comunista. Um exemplo mais recente foi a demolição de partes históricas de Bucareste por Nicolae Ceauşescu, que pretendia reconstruir a capital em um estilo realista socialista.
Em outros casos, os soviéticos preservaram estruturas históricas e tentaram apagar sua importância não soviética; em vez disso, concentraram-se na estética e na beleza percebida. Por exemplo, a Catedral de Vilnius foi transformada em museu de arte após a retomada da Lituânia pela União Soviética em 1944. Além disso, os nomes das ruas de Vilnius foram alterados para refletir melhor os valores soviéticos. Com o tempo, a cidade começou a se expandir e, no Plano Diretor de Vilnius de 1978, novos distritos foram propostos, a maioria dos quais residenciais. Novas moradias privadas foram proibidas no centro da cidade e no centro histórico.
A industrialização trouxe mais pessoas das áreas rurais para as cidades. Como poucas unidades habitacionais foram construídas imediatamente após a guerra, a já grave escassez de moradias piorou. Eventualmente, a escassez crônica de moradias e a superlotação exigiram um extenso programa de novas construções. Como resultado, a maioria dos países comunistas adotou a solução usada na URSS, que incluía limites rígidos para o espaço vital a que cada pessoa tinha direito. Geralmente, cada pessoa tinha direito a cerca de 9 a 10 metros quadrados. Muitas vezes, mais de uma pessoa tinha que compartilhar o mesmo quarto. Duas ou mais gerações da mesma família frequentemente compartilhavam um apartamento originalmente construído para apenas uma família nuclear. Não havia espaço alocado para áreas de estar e jantar separadas. Após meados da década de 1950, novas políticas habitacionais visavam à construção em massa de apartamentos individuais maiores.

## Primeiras tentativas de planejamento urbano socialista na Europa Oriental
No processo de industrialização socialista, instalações industriais foram construídas não apenas perto de cidades já existentes, mas também em áreas onde existiam apenas pequenas comunidades rurais. Nesses casos, novas comunidades urbanas surgiram nas proximidades das plantas industriais para acomodar os trabalhadores. É o caso de Nowa Huta (1949) na Polônia, Dunaújváros (1950) na Hungria e Oneşti (1952) na Romênia.
Após a Segunda Guerra Mundial, a construção de barragens acelerou devido à abundância de novas tecnologias. A realocação de pessoas causada por reservatórios de armazenamento em grandes rios criou a necessidade de novas comunidades. Muitas aldeias tradicionais ribeirinhas foram demolidas e seus habitantes realocados. Por exemplo, na Romênia, a construção da represa de Izvorul Muntelui no rio Bistriţa exigiu a realocação de várias aldeias com uma população de vários milhares de pessoas.
Essas tendências dos primeiros anos do pós-guerra foram apenas um sinal do que viria nas décadas seguintes, quando as restrições da reconstrução foram superadas e o desenvolvimento foi realizado em uma escala muito maior. No entanto, os primeiros projetos evidenciaram a necessidade de planejamento urbano nas novas localidades. Isso também incluiu o projeto de todo o sistema de infraestrutura, como estradas, abastecimento de água e energia, e também estudos de impacto social, visto que em muitos casos o estilo de vida da população foi severamente afetado. Por exemplo, muitas vezes, agricultores cujas terras haviam sido reivindicadas para desenvolvimento não recebiam terras de reposição ou indenização.

## Desenvolvimento urbano nas décadas de 1960 e 1970

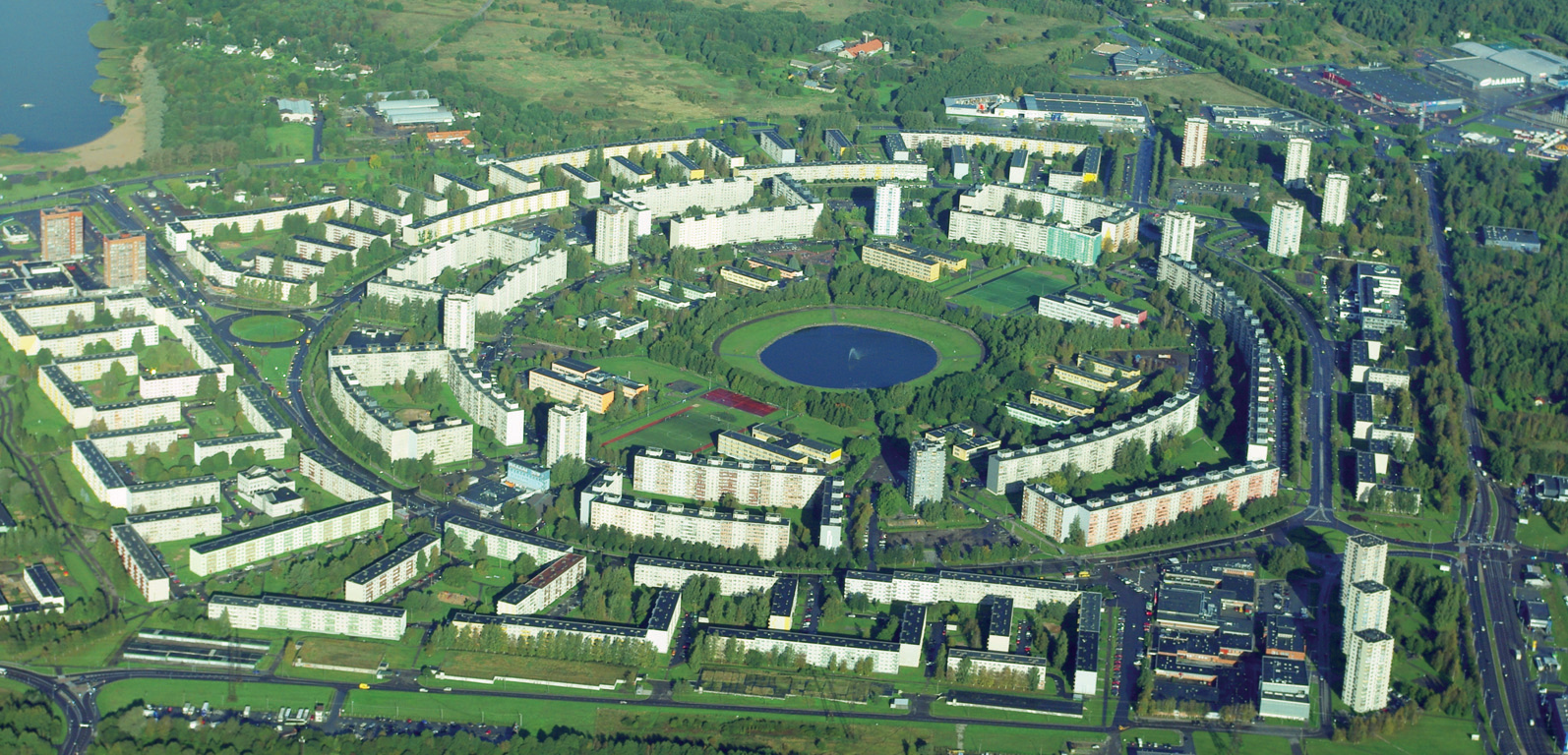
Um microdistrito de formato oval de Väike-Õismäe construído na década de 1970, Tallinn, RSS da Estônia.

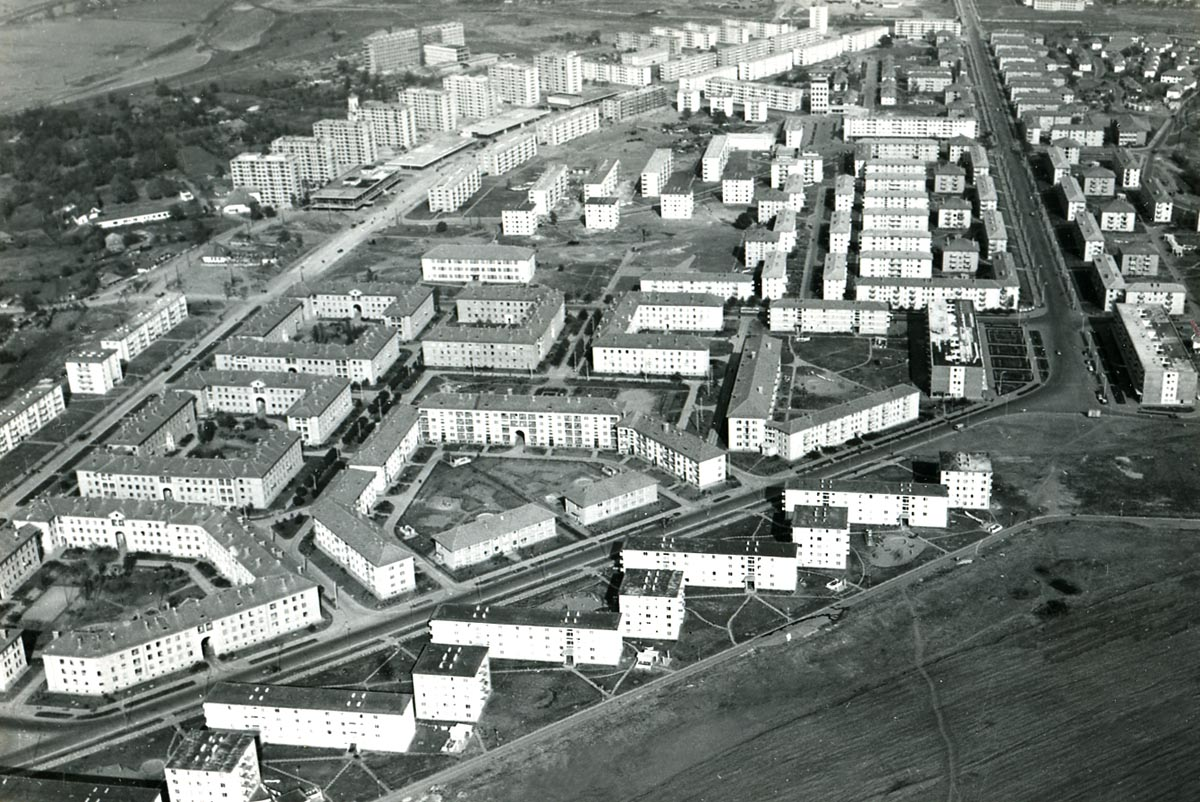
A cidade de Onești na região da Moldávia, na Romênia, na década de 1960. Os diferentes estilos arquitetônicos dos blocos de apartamentos: pentagonal (a planta mais próxima, com abóbadas românicas), blocos com painéis pré-fabricados (4 pavimentos) e blocos construídos com concretagem contínua em formas deslizantes (9 pavimentos)

Nas grandes cidades, poucas unidades habitacionais foram construídas e as unidades existentes estavam superlotadas. Por volta de 1960, a URSS mudou sua política e iniciou um extenso programa de construção de novos prédios de apartamentos, com a introdução do Khrushchevka e a subsequente introdução do Brezhnevka. Essa tendência foi imediatamente seguida por todos os países comunistas da Europa Oriental. O desenvolvimento de novos bairros para ampliar a capacidade habitacional das cidades exigiu um amplo esforço de planejamento urbano. Na maioria das cidades, novos empreendimentos ocorreram nas periferias das cidades existentes, incorporando subúrbios ou terrenos não urbanizados à cidade. Além disso, em cidades onde existiam favelas, estas foram reurbanizadas com unidades habitacionais modernas.
Embora o projeto e a construção dos prédios de apartamentos não façam parte do planejamento urbano, a altura, o tipo, a densidade e outras características gerais dos edifícios foram determinados pelo planejamento. Além disso, todo o desenvolvimento da infraestrutura teve que ser planejado. Isso incluiu o sistema de transporte e as vias, o abastecimento de água, o esgoto, o fornecimento de energia, os shopping centers, as escolas e outras infraestruturas. O controle de enchentes também foi uma preocupação para cidades localizadas em áreas propensas a inundações. O planejamento também abrangeu as zonas industriais onde novas indústrias seriam instaladas.
Em algumas regiões, problemas urbanos também surgiram devido a outras infraestruturas, principalmente ao desenvolvimento de hidrovias. A construção de reservatórios em grandes rios próximos às cidades criou novas orlas que precisaram ser desenvolvidas. Isso ocorreu principalmente na União Soviética, mas também em outros países. Também foi necessário algum planejamento urbano nos bairros centrais, onde novos prédios oficiais foram construídos. Um exemplo é o desenvolvimento da área do salão de congressos anexa ao antigo palácio real, no centro de Bucareste.

## Planejamento de localidades rurais
A padronização das condições de moradia (como água encanada, eletricidade, acesso a medicina e educação) entre trabalhadores urbanos e rurais foi um pilar fundamental do marxismo-leninismo na URSS. Mas, no início da década de 1970, tornou-se evidente que a evolução gradual em direção à igualdade de padrões de vida entre trabalhadores urbanos e rurais, conforme preconizado pelo marxismo-leninismo, estava atrasada. Ainda mais preocupante, os avanços significativos na qualidade de vida das aldeias do oeste europeu superaram em muito os do leste socialista (a maioria das quais dispunha apenas de eletricidade). Consequentemente, a URSS considerou necessário implementar políticas para melhorar a vida dos aldeões e fazer com que suas próprias aldeias se tornassem mais comparáveis às do oeste.
Na União Soviética, essa política surgiu por meio da construção sistemática de residências urbanas, principalmente prédios de apartamentos modernos de vários andares, construídos com base na ideia de que esses edifícios poderiam proporcionar um grau de conforto que as antigas casas camponesas não ofereciam. Como parte desse plano, vilas menores (tipicamente aquelas com população inferior a mil habitantes) eram consideradas irracionais ou ineficientes, e uma variedade de soluções poderia ser aplicada a elas. A consequência mais branda era que a vila poderia ser programada para redução de serviços, receber um aviso de demolição em tempo hábil ou os trabalhadores seriam convidados a se retirar voluntariamente.

### Romênia

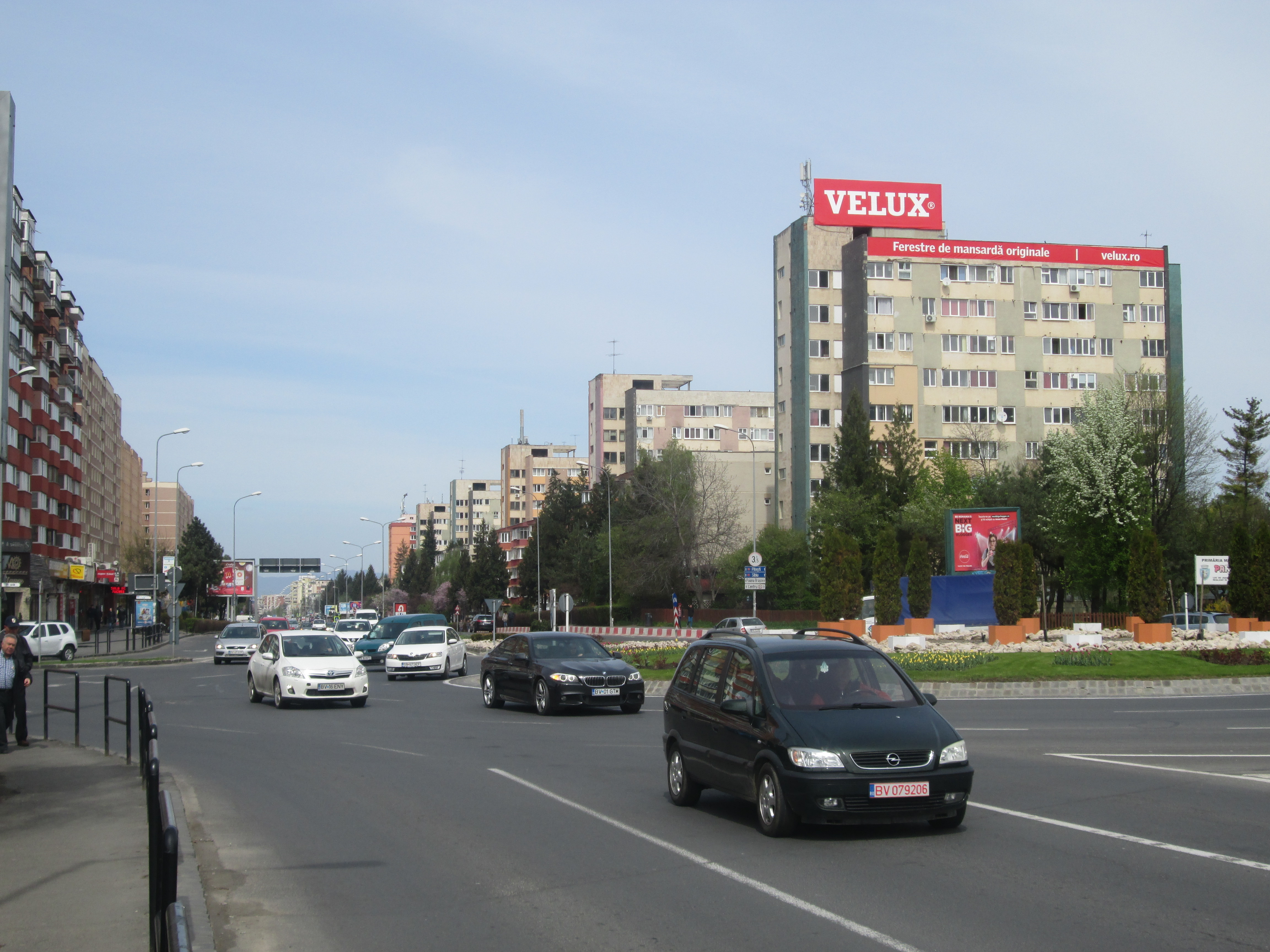
Foto de 2017 de Astra, Brașov (década de 1970). Esta área foi desenvolvida especificamente para os trabalhadores da Autocamioane Brașov

Com o tempo, demolições em larga escala e enormes projetos de reconstrução de aldeias, vilas, cidades e vilas, no todo ou em parte, começaram a tomar forma. Um dos maiores e mais ambiciosos desses empreendimentos teve início em 1974, com o objetivo de transformar a Romênia em uma "sociedade socialista multilateralmente desenvolvida". O planejamento urbano na Romênia começou cedo, com os romenos rurais deslocados começando a migrar para as cidades. Com uma "tela em branco" de terra, o regime socialista esperava criar centenas de centros industriais urbanos por meio de investimentos em escolas, clínicas médicas, moradia e indústria.
Embora o plano de sistematização se estendesse, em teoria, a todo o país, o trabalho inicial concentrou-se na Moldávia. Atingiu também locais como a aldeia natal de Ceauşescu, Scorniceşti, no condado de Olt: ali, a casa da família Ceauşescu foi a única construção que permaneceu. A fase inicial de sistematização se esvaiu em grande parte por volta de 1980, quando apenas cerca de 10% das novas moradias estavam sendo construídas em áreas historicamente rurais.
Dada a falta de orçamento, em muitas regiões a sistematização não constituía um plano eficaz, bom ou ruim, para o desenvolvimento. Em vez disso, constituía uma barreira ao crescimento regional orgânico. Os novos edifícios precisavam ter pelo menos dois andares de altura, impedindo os camponeses de construir casas pequenas. Os quintais eram limitados a 250 metros quadrados e terrenos agrícolas privados eram proibidos dentro das aldeias. Apesar do óbvio impacto negativo de tal esquema na agricultura de subsistência, a partir de 1981 as aldeias passaram a ser obrigadas a ser autossuficientes em termos agrícolas.
Em meados da década de 1980, o conceito de sistematização ganhou nova vida, aplicado principalmente à área da capital do país, Bucareste. Vilarejos vizinhos foram demolidos, muitas vezes a serviço de projetos de grande escala, como um canal de Bucareste ao Danúbio – projetos que foram posteriormente abandonados pelo governo pós-socialista da Romênia. Mais dramaticamente, oito quilômetros quadrados no centro histórico de Bucareste foram arrasados. A campanha de demolição apagou muitos monumentos, incluindo três mosteiros, vinte igrejas, três sinagogas, três hospitais, dois teatros e um famoso estádio esportivo Art Déco. Isso também envolveu o despejo de 40.000 pessoas com apenas um dia de aviso prévio e sua realocação para novas casas, a fim de dar lugar ao grandioso Centrul Civic e ao imenso Palácio do Povo, um edifício que só perde em tamanho para o Pentágono.
O planejamento urbano, especialmente a destruição de igrejas e mosteiros históricos, foi alvo de protestos de diversas nações, especialmente Hungria e Alemanha Ocidental, cada uma preocupada com suas minorias nacionais na Transilvânia. Apesar desses protestos, Ceauşescu permaneceu relativamente bem recebido pelos Estados Unidos e outras potências ocidentais quase até o fim, em grande parte porque sua linha política relativamente independente o tornou um contraponto útil à União Soviética na política da Guerra Fria.

## Coréia do Norte

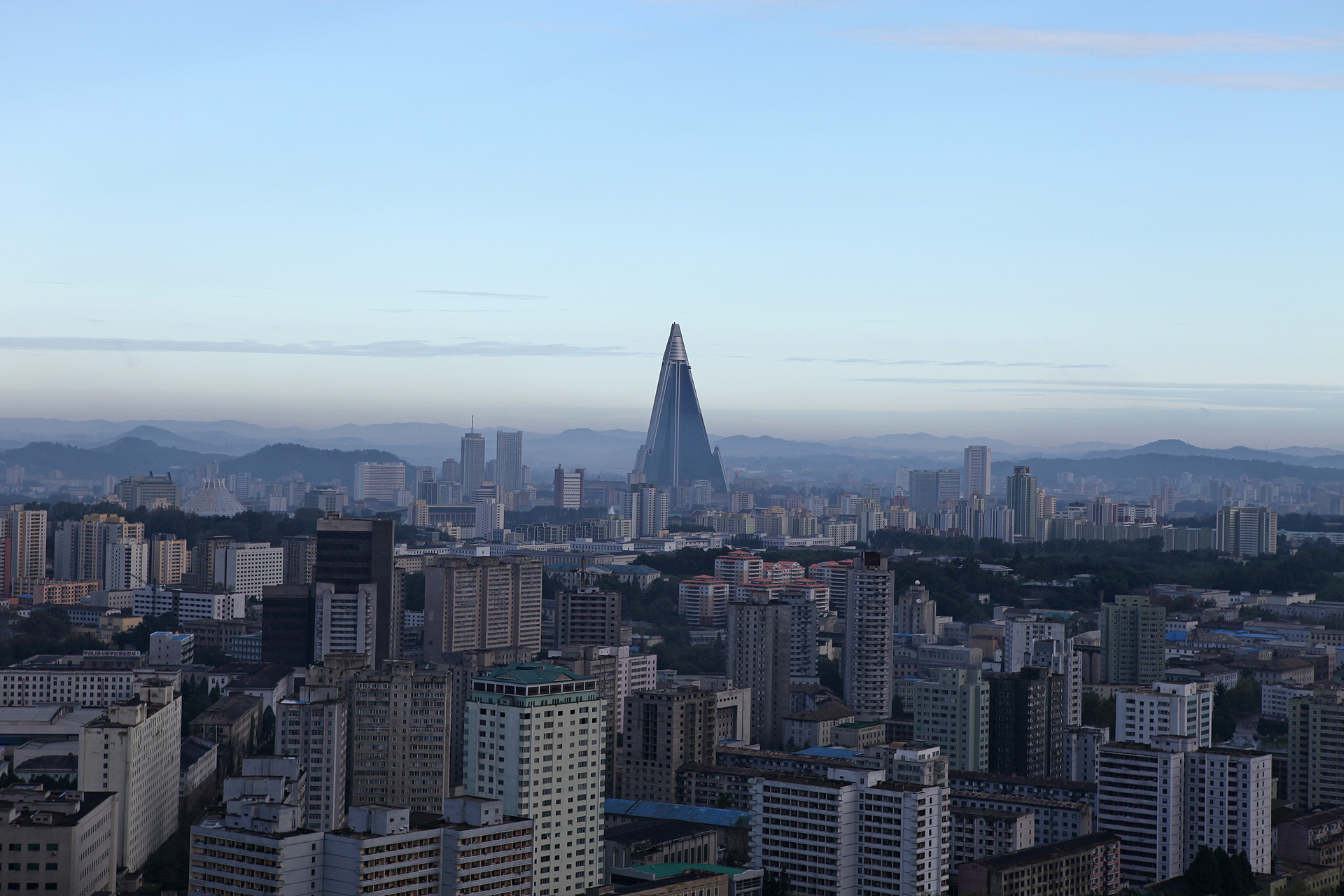
Horizonte urbano (skyline) de Pyongyang

Pyongyang, capital da Coreia do Norte, possui um centro com centenas de apartamentos em arranha-céus. Os cidadãos norte-coreanos recebem moradia do governo, e a qualidade dessas moradias depende do status social e do tamanho da família.[1] A cidade também possui diversos espaços públicos extraordinariamente amplos, geralmente construídos em torno de monumentos colossais que retratam ideologias Juche e/ou monumentos relacionados a Kim Jong-il e Kim Il-sung.
As taxas de propriedade de automóveis em Pyongyang são baixas e, portanto, o transporte público é vital para a cidade. Um sistema de metrô de duas linhas atende a cidade, com uma rede de estações elaboradas, muitas com tetos altos e murais nas paredes. Além disso, uma extensa rede de bondes atende a cidade. Não há subúrbios em Pyongyang, pois as políticas de planejamento urbano do governo substituem a expansão suburbana de menor densidade por empreendimentos residenciais de alto padrão em áreas centrais.

## República Popular da China

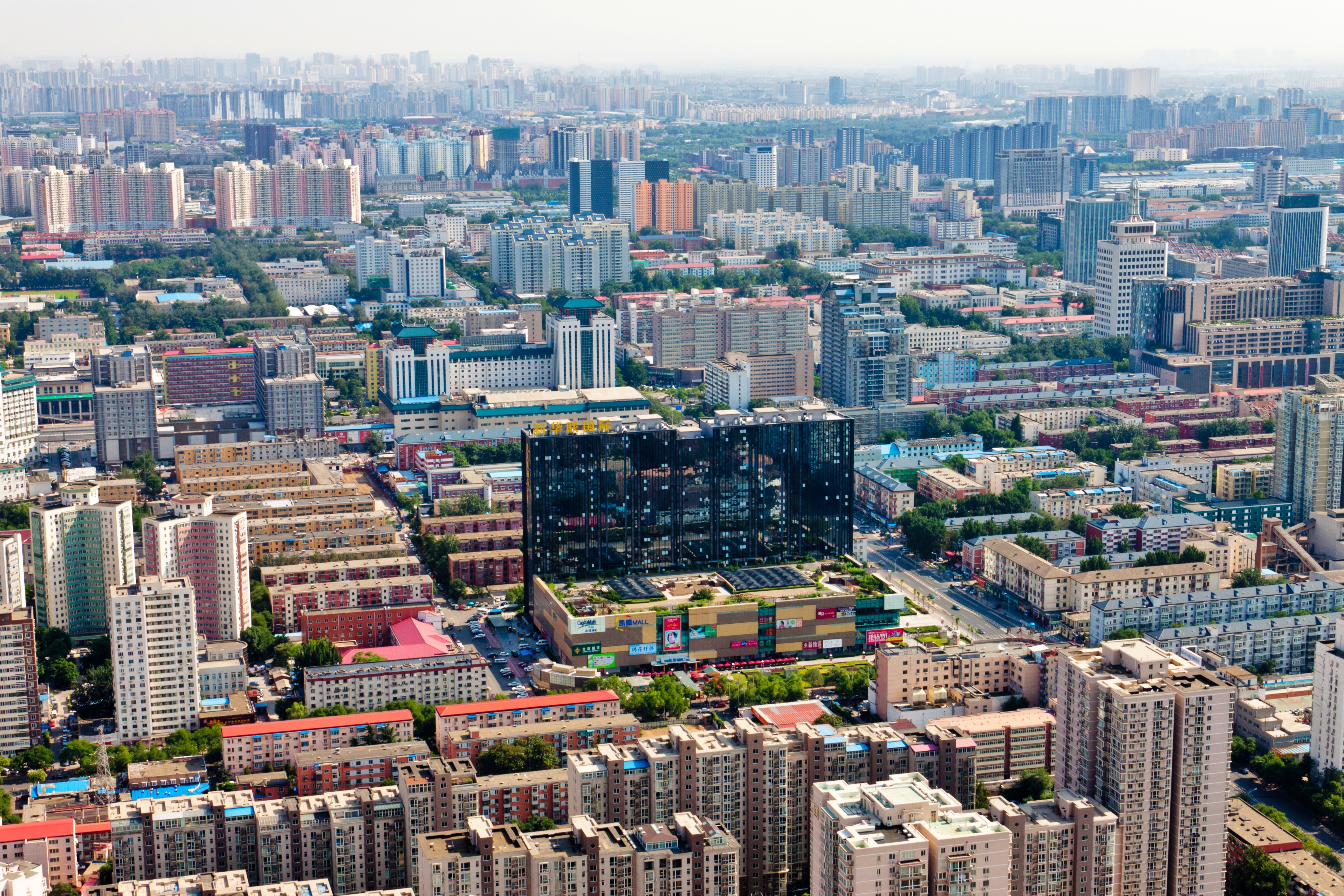
Apartamentos das décadas de 1950 a 1980 em uma área residencial em Haidian, Pequim

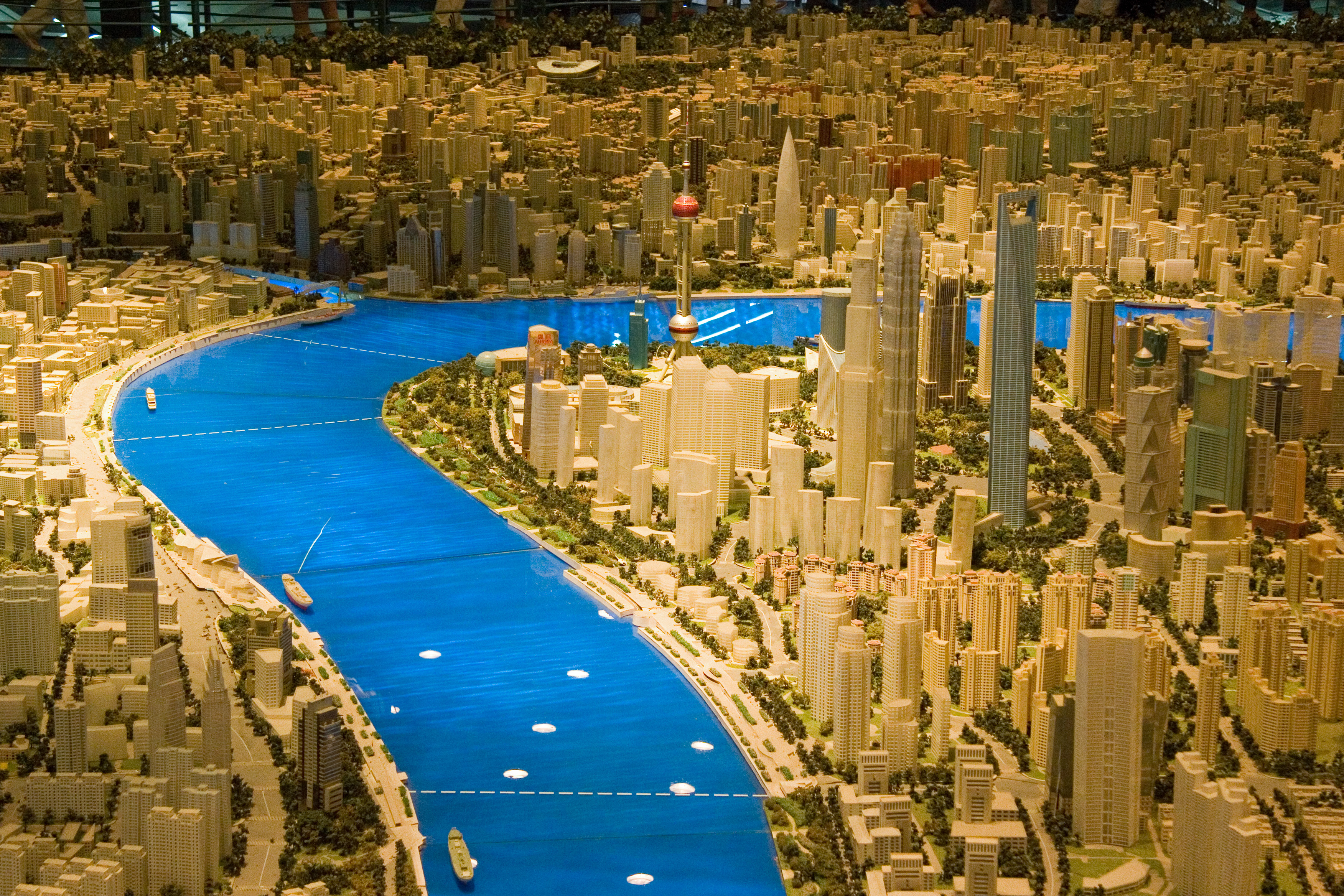
Maquete no Museu de Planejamento Urbano de Xangai, destacando o Centro Financeiro.

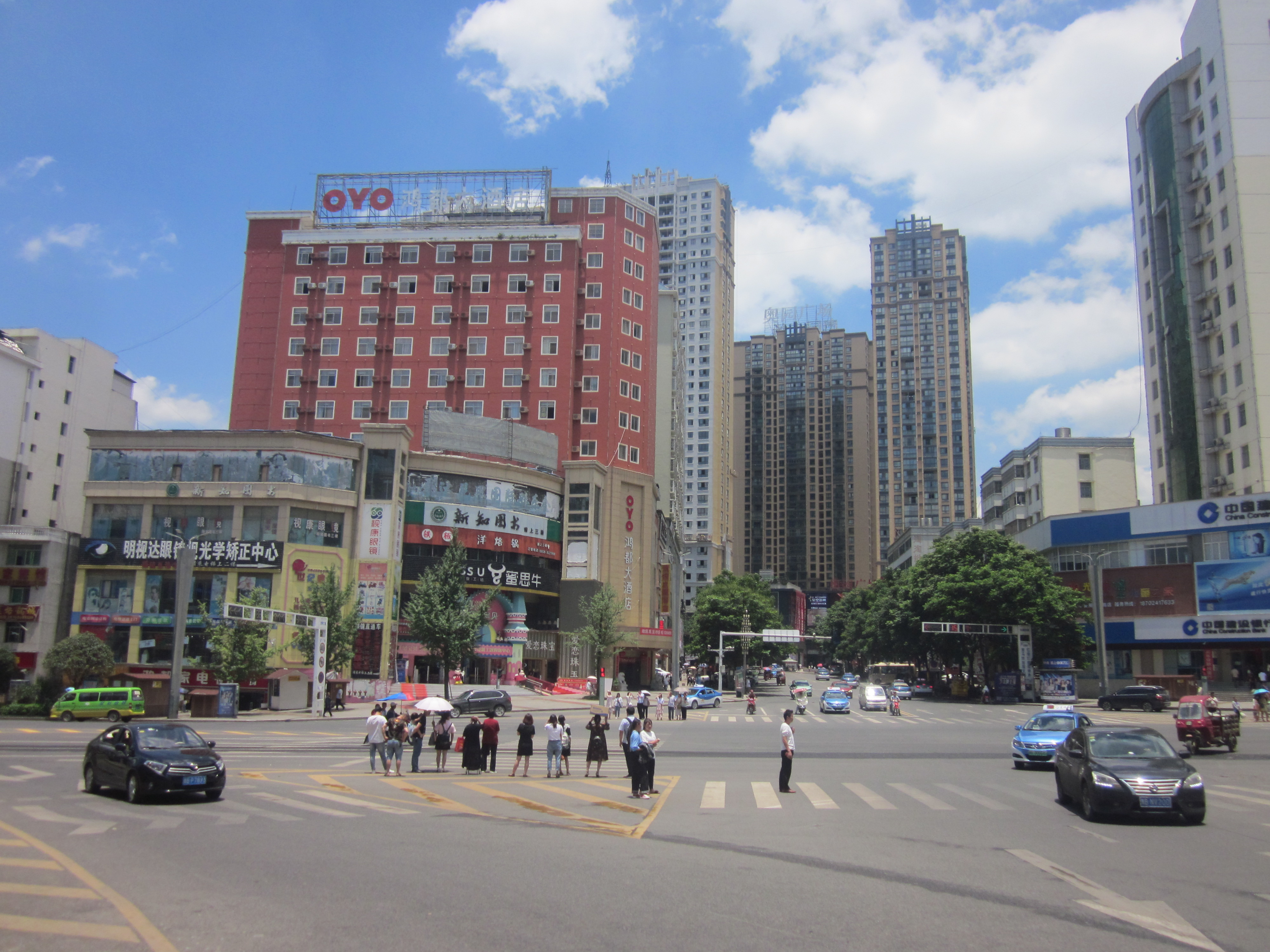
Prédios altos em Panzhou, Guizhou, China, 21 de junho de 2019.

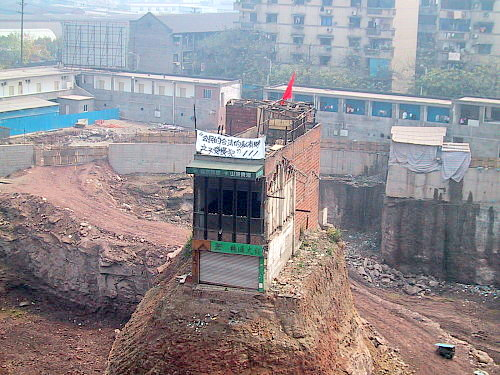
Os donos desta "casa prego" em Chongqing se recusaram a deixá-la, frustrando os planos de construir um centro comercial.

O desenvolvimento do planejamento urbano na República Popular da China demonstra uma abordagem única com características chinesas. Teve início após a tomada do poder pelos comunistas no início da década de 1950. Ao implementar novas políticas urbanas nacionais, os planejadores comunistas introduziram o planejamento urbano pela primeira vez, aplicando o planejamento econômico centralizado e a industrialização, especialmente na indústria pesada.

### Fase 1 (1949–1960)[6]
Em setembro de 1952, duas políticas significativas foram promulgadas em uma conferência sobre desenvolvimento urbano: "construção de cidades-chave em coordenação com o programa nacional de desenvolvimento econômico" e "estabelecimento de uma estrutura de planejamento urbano para fortalecer o desenvolvimento da cidade". Essas políticas influenciaram significativamente o planejamento urbano da China e, ao mesmo tempo, foram claramente definidas pela principal direção do Estado – desenvolvimento econômico e industrial centralizado. Durante o Primeiro Plano Quinquenal (1953-1958), a nação determinou o desenvolvimento de 156 projetos-chave nacionais e 8 cidades-chave industriais.
Nesse período, vastos projetos de desenvolvimento físico, como bases industriais, instalações comunitárias e moradias para trabalhadores, foram estabelecidos para atender às necessidades e objetivos nacionais. Todos esses projetos foram realizados com o auxílio de especialistas da União Soviética, particularmente em termos de desenvolvimento econômico urbano e projeto urbano físico. O planejamento urbano da época baseava-se principalmente nos princípios de planejamento soviético e no modelo da prática de planejamento soviético do pós-guerra. O planejamento socialista ao estilo soviético concentrou-se em "padrões formalistas de ruas e grandes projetos para edifícios públicos e monumentos, enormes praças públicas e a predominância de planos diretores".
O papel dos planejadores durante esse período era focar na seleção da localização de fábricas e plantas industriais, arranjo de instalações de serviços, projeto do layout de cidades industriais, divisão funcional de zonas de uso do solo urbano e desenvolvimento de distritos residenciais. A preservação histórica não era uma prioridade durante esse período de desenvolvimento. Por exemplo, Mao Zedong permitiu que as muralhas da cidade de Pequim fossem demolidas, apesar de sua importância histórica, a fim de abrir espaço para outros usos.
Os tijolos das muralhas foram usados em novos projetos de desenvolvimento, que iam de casas a um sistema de metrô. No final de 1959, havia 180 cidades, 1.400 vilas e mais de 2.000 assentamentos residenciais suburbanos que haviam sido planos de projeto preparados sob o planejamento socialista.

### Fase 2 (1961–1976)
De 1960 a 1976, devido à mudança do clima político, o desenvolvimento do planejamento urbano na China socialista sofreu graves catástrofes: instituições de planejamento tiveram que cessar, planejadores foram designados para apoiar o desenvolvimento em áreas rurais e documentos de planejamento foram destruídos ou descartados.
Durante o Grande Salto para a Frente no início da década de 1960, o desenvolvimento do planejamento socialista utópico, que enfatizava excessivamente o desenvolvimento urbano em grande escala, era visto como superior ao planejamento de estilo ocidental.
No entanto, devido às severas limitações de recursos fiscais e trabalhistas, a primeira prioridade do planejamento urbano foi dada aos princípios socialistas utópicos e, em seguida, o segundo lugar ao sustento das pessoas. Assim, dando pouca atenção ao estabelecimento de comodidades e instalações residenciais, houve desequilíbrios sociais e físicos significativos, resultando no desenvolvimento urbano.
Por exemplo, nos bairros históricos de hutong em Pequim, os pátios eram rotineiramente substituídos por novas estruturas residenciais para acomodar mais moradores. Ao final dessa fase, cerca de 30% desses pátios tinham estruturas residenciais colocadas neles. Além disso, alguns movimentos antiurbanos, um exemplo típico sendo o Movimento das Comunas Populares, ocorreram na China socialista durante esse período. O objetivo de estabelecer uma comuna, vista como uma subcomunidade dentro das cidades, era disseminar os valores industriais das áreas urbanas para as rurais, de modo que, eventualmente, a lacuna entre áreas urbanas e rurais fosse eliminada.

### Fase 3 (1977–1984)
Em dezembro de 1978, uma nova era de reformas econômicas e políticas havia começado e se acelerado. A principal preocupação do planejamento urbano na China socialista mudou para o reconhecimento da função das cidades. Consequentemente, uma força nacional eficaz para restaurar os planos diretores urbanos foi iniciada. Ao final de 1984, 241 cidades e 1.071 condados em todo o país concluíram seus planos diretores. Embora esses planos diretores possam não atender tecnicamente às necessidades do desenvolvimento urbano, eles pelo menos atuaram como diretrizes para conduzir à construção urbana planejada e organizada. Além disso, alguns conceitos da megalópole do Rio das Pérolas e Rio Yangtzé foram estabelecidos durante esse período.

### Fase 4 (1985–presente)
O planejamento urbano contemporâneo na China está passando por uma urbanização e industrialização rápida e sem precedentes. De fato, a taxa de urbanização da China era de quase 50% em 2010, um forte contraste com as décadas anteriores. Com base na atual Lei de Planejamento Urbano e Rural da China, duas camadas – plano diretor e plano detalhado – compõem o sistema de planejamento urbano chinês.
Revendo a história do planejamento urbano na China, a norma de planejamento contemporânea não é simplesmente seguir o planejamento no estilo soviético nem proibir pontos de vista ocidentais avançados sobre o desenvolvimento urbano. A renovação e o redesenvolvimento urbanos são temas comuns no planejamento chinês contemporâneo. Grandes áreas das principais cidades às vezes são demolidas de uma só vez para permitir novos usos. Em alguns casos, os moradores simplesmente se recusam a se mudar e os incorporadores precisam ajustar seus planos de acordo.
Esses moradores foram apelidados de "casas prego" ou "dingzi hu", e houve muitos casos famosos desses resistentes na mídia chinesa.

## República Socialista Federativa da Iugoslávia

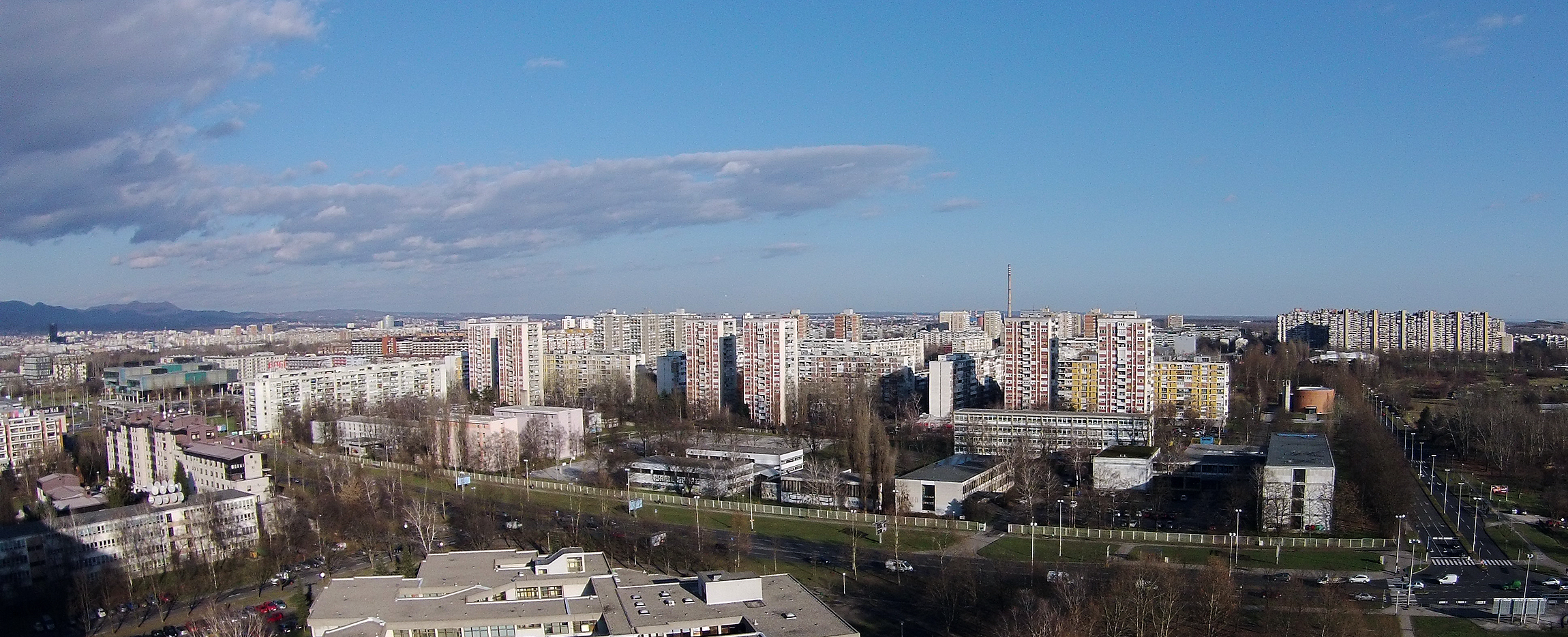
Novi Zagreb em 2008.

A Iugoslávia socialista no pós-Segunda Guerra Mundial seguiu a linha das experiências urbanísticas anteriores da União Soviética e frequentemente se aprofundou em projetos de planejamento urbano. O exemplo mais conhecido seria o projeto de desenvolvimento urbano Novi Zagreb (lit. Nova Zagreb) na cidade de Zagreb – a capital da Croácia. O distrito é predominantemente residencial, composto por blocos de apartamentos e torres construídos durante o período socialista (1945-1990). Embora não seja tão prestigiado quanto o centro de Zagreb, tem sido elogiado por sua boa rede viária, conexões de transporte público e abundância de parques.
O projeto foi iniciado pelo prefeito de Zagreb, Većeslav Holjevac, visto que havia uma grande extensão de terrenos baldios e não urbanizados ao sul do rio Sava. O terreno foi confiscado da administração da Igreja do Capitólio após a vitória dos guerrilheiros comunistas na Segunda Guerra Mundial. O prefeito, percebendo a oportunidade de dar início à construção de uma cidade completamente nova e moderna sob a administração socialista, prontamente organizou uma equipe de urbanistas e planejadores urbanos.
A primeira solução completa para habitação com conteúdo público e comercial foi elaborada para o bairro de Trnsko pelos urbanistas Zdenko Kolacio, Mirko Maretić e Josip Uhlik, juntamente com a horticultora Mira Wenzler-Halambek, entre 1959 e 1960. Seguiram-se os planos para o bairro de Zapruđe, entre 1962 e 1963, também elaborados por Josip Uhlik.
O projeto foi elogiado como um grande sucesso, sendo o distrito conhecido por sua grande quantidade de vegetação e áreas de lazer, incluindo parques, museus e campos esportivos. Muito cuidado também foi dedicado à construção de um sistema de transporte público modernizado e eficiente, como linhas de bonde e ônibus, construídas em 1979. Celebrando um estilo arquitetônico típico do bloco oriental, o projeto foi projetado para abrigar uma grande capacidade de moradores, já que a construção da área foi, em parte, impulsionada pela necessidade de mão de obra para alimentar os projetos de industrialização de Zagreb, recentemente iniciados. Também possui exemplos de arquitetura brutalista, rara no período tardio em que a área foi construída.